# Але (Ардени)
Але (фр. Alleux) насеље је и општина у североисточној Француској у региону Шампања-Ардени, у департману Ардени која припада префектури Вузје.
По подацима из 2011. године у општини је живело 83 становника, а густина насељености је износила 6,89 становника/km². Општина се простире на површини од 12,04 km². Налази се на средњој надморској висини од 207 метара.

## Демографија
| 1962. | 1968. | 1975. | 1982. | 1990. | 1999. | 2011. |
| ----- | ----- | ----- | ----- | ----- | ----- | ----- |
| 84    | 125   | 102   | 69    | 72    | 63    | 83    |

График промене броја становника у току последњих година